# Louis de Brancas
Louis Brancas, markiz de Brancas (ur. 19 stycznia 1672 w Pernes, zm. 9 sierpnia 1750) – francuski arystokrata, wojskowy i dyplomata.
Od roku 1702 był brygadierem we francuskiej armii. W 1704 roku uzyskał stopień feldmarszałka, a w 1710 generałem-pułkownikiem. W latach 1713–1714  był ambasadorem Królestwa Francji w Madrycie. 26 grudnia 1713 odznaczony został Orderem Złotego Runa W 1740 mianowano go marszałkiem Francji.